# Taure (faraó)
Taure o Bou és el nom provisional d'un governant egipci predinàstic, l'existència del qual és dubtosa. Se'l considera un governant de la cultura Naqada III del calcolític superior, al sud d'Egipte. Si "Taure" o "Bou" representa realment el nom d'un governant, es coneix principalment a partir de tauletes d'ivori de la tomba U-j d'⁣Umm El Qa'ab d'Abidos i d'un gravat rupestre a la muntanya Gebel Tjauti.

## Restes arqueològiques
L'egiptòleg Günter Dreyer va deduir l'existència del faraó "Taure" a partir d'unes inscripcions a l’estàtua del déu Min, que va interpretar com a línia de successió. Sospitava que els aixovars funeraris, que estaven destinats al rei Escorpí I, provenien dels béns del domini estatal del rei "Taure" i, per tant, el símbol del toro es va originar a partir del nom d'aquest últim.
Una prova més de l'existència d'aquest governant és la interpretació d'un dibuix rupestre descobert l'any 2003 a Gebel Tjauti, ⁣ al desert a l'oest de Tebes. Pel que sembla, aquesta imatge representa una campanya reeixida del rei Escorpí I contra el rei Taure. Aquesta batalla possiblement va formar part de la concentració de poder a finals de la prehistòria egípcia: Escorpí I, operant des de Tinis, va conquerir el regne de Taure a la zona de Naqada.

### Dubtes
Tanmateix, com que el signe del toro mai va acompanyat d'un falcó d'Horus o d'una roseta d'or (indicadors de governants en el període predinàstic), alguns investigadors dubten que es refereixi a un faraó. Per exemple, l'expert en escriptura Ludwig David Morenz i l'egiptòleg Jochem Kahl assenyalen que l'escriptura jeroglífica egípcia encara es trobava en les primeres etapes de desenvolupament durant el període predinàstic i que era extremadament insegur assignar símbols pictòrics individuals. La raó d'això és el fet que en aquesta fase inicial de desenvolupament de l'escriptura no existien determinants fixos per a "localitat", " nomos " i "regió".
Una representació d'un toro podia representar el rei com a força d'atac, però també podia formar part d'un nom per a un determinat lloc o districte (per exemple, per al districte dels toros de muntanya). També hi havia representacions de toros en relació amb la cerimònia arcaica "Atrapar el toro salvatge" com a preforma per a la posterior cursa d'Apis. Per tant, una representació d'un toro no confirma necessàriament el nom d'un rei.